# طريق القاهرة كيب تاون

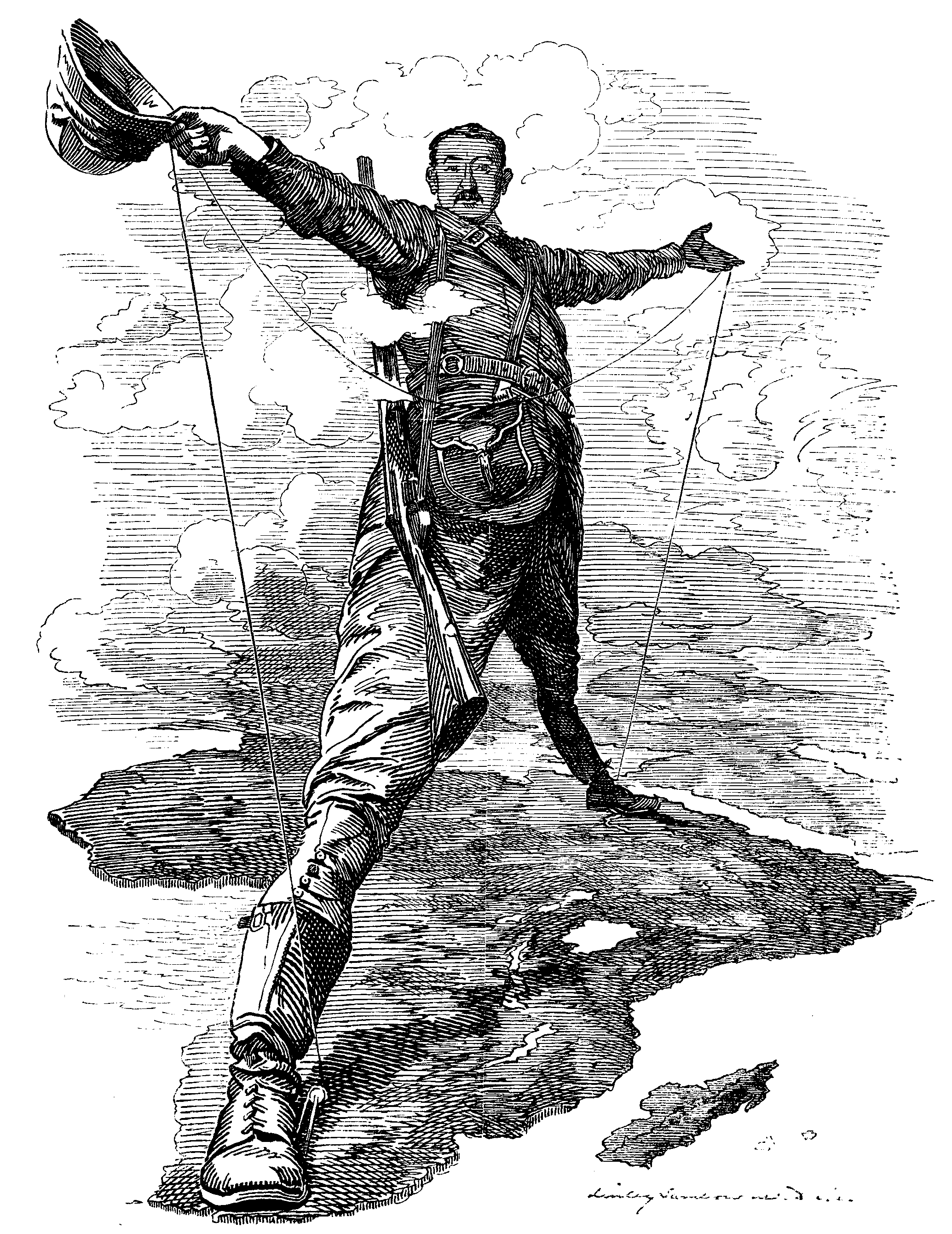
الأبولو رودس: أيقونة كرتونية ظهرت بعد أن أعلن عن خطط لخط التلغراف وخطوط السكك الحديدية من كيب تاون إلى القاهرة.

خريطة تُظهر السيطرة البريطانية الكاملة تقريبًا على طريق القاهرة - كيب تاون عام 1914.
المستعمرات البريطانية.

طريق القاهرة كيب تاون أو طريق أفريقيا السريع والذي يُطلق عليه أحيانًا طريق الشمال العظيم في إفريقيا جنوب الصحراء الكبرى هو عبارة عن طريق مقترح يمتد بطول إفريقيا من القاهرة إلى كيب تاون عبرالمستعمرات البريطانية . كان الاقتراح مشابهاً لسكة حديد القاهرة كيب تاون وهو مشروع آخر للبنية التحتية المقترحة من خلال نفس المستعمرات. لم يكتمل أي منهما قبل انتهاء الحكم الاستعماري البريطاني في المستعمرات.
في ثمانينيات القرن العشرين تم إحياء الخطة مع تعديلات على طريق القاهرة - كيب تاون السريع والمعروف باسم الطريق السريع عبر أفريقيا 4 وهو ينتمى إلى شبكة الطرق العابرة للقارات التي تقوم بتطويرها لجنة الأمم المتحدة الاقتصادية لأفريقيا (UNECA) ، وبنك التنمية الأفريقي، والاتحاد الأفريقي ، كجزء من شبكة الطرق السريعة عبر أفريقيا .

## التاريخ
في عام 1890 تصور بعض القادة في الإمبراطورية البريطانية الطريق الذي من شأنه أن يمتد عبر القارة من الجنوب إلى الشمال من خلال المستعمرات البريطانية في ذلك الوقت مثل اتحاد جنوب أفريقيا ، جنوب وشمال روديسا ونياسالاند ، كينيا ، السودان ومصر . كان من المفترض أن يخلق الطريق تماسكًا بين المستعمرات البريطانية في إفريقيا ويمنح بريطانيا التأثير السياسي والاقتصادي الأكثر أهمية والسيطرة على القارة، مما يضمن موقعها كقوة استعمارية عالمية. كما سيربط الطريق بعض أهم المدن في القارة، بما في ذلك كيب تاون وجوهانسبرغ وبريتوريا وهاراري (ثم ساليسبري) ولوساكا ونيروبي والخرطوم والقاهرة . كان سيسيل جون رودس أحد داعمى الطريق الرئيسيين، على الرغم من تفضيله للسكك الحديدية. كانت شرق إفريقيا الألمانية ( تنجانيقا ، تنزانيا الآن) ثغرة في الأراضي البريطانية لكن رودس على وجه الخصوص شعر أن ألمانيا يجب أن تكون حليفة طبيعية. قبل وقت قصير من وفاته أقنع القيصر الألماني بالسماح له بالوصول عبر مستعمرته إلى خط التلغراف من كيب إلى القاهرة (الذي تم بناؤه في أقصى الشمال حتى يوجيجى ولم يكتمل بعد). في عام 1918 أصبحت تنجانيقا بريطانية وتم سد الثغرة في مناطق مشروع الطريق.
كانت واحدة من أكبر المشاكل تدهور الإمبراطورية وتفتيت المستعمرات البريطانية. على الرغم من أن مصر أصبحت مستقلة في عام 1922 إلا أن النفوذ البريطاني كان قوياً بما يكفي لكي تُعتبر القاهرة جزءًا من مجال النفوذ البريطاني واستمرت فكرة الطريق. بعد مصر كان السودان هو التالي الذي حصل على الاستقلال في عام 1956 والذي وضع حد للدوافع الاستعمارية للحلم.
كانت لدى فرنسا إستراتيجية منافسة في أواخر تسعينيات القرن التاسع عشر لربط مستعمراتها من الغرب إلى الشرق عبر القارة من السنغال إلى جيبوتي . كان جنوب السودان وإثيوبيا في الطريق لكن فرنسا أرسلت بعثات في عام 1897 لإنشاء محمية في جنوب السودان وإيجاد طريق عبر إثيوبيا. تعثرت الخطة عندما واجه الأسطول البريطاني في أعالى النيل الحملة الفرنسية عند نقطة التقاطع بين الطرق الفرنسية والبريطانية مما أدى إلى حادثة فاشودا وهزيمة دبلوماسية في نهاية المطاف لفرنسا.
كانت أول محاولة معروفة لقيادة سيارة من القاهرة إلى كيب تاون من قبل الكابتن كيلسي في 1913-1914 ولكن هذه المحاولة انتهت عندما قُتل على بسبب نمر في روديسيا. كانت الرحلة الأولى الناجحة هي رحلة استكشافية عام 1924 بقيادة الرائد شابلن كورت تريت والتي وصفتها زوجته ستيلا كورت تريت من كيب تاون إلى القاهرة (1927) والتي أدت إلى مغادرة شاحنتين كروسلي خفيفتين من كيب تاون في 23 سبتمبر 1924 ووصولهما إلى القاهرة في 24 يناير 1926.

## الطريق الأصلي اليوم
لا يزال الطريق بعيد المنال إلى حد ما. هناك العديد من الطرق بعض الأقسام من الطريق خاصة في كينيا وإثيوبيا وجنوب السودان والسودان ولا يمكن تجاوزه في بعض الأحيان بسبب المخاوف السياسية والأمنية. أفادت مجلة بى دى لايف في مايو 2016 أن الطريق بالكامل قد تم رصفه مؤخرًا. تقدم عدد من شركات السفر المغامرات رحلات استكشافية من القاهرة إلى كيب تاون باستخدام شاحنات الدفع الرباعي مع الحافلات.
بداية من الجنوب يُطلق على القسم الأول من الطريق الذي يمر عبر جنوب إفريقيا اسم N1 ، الذي يربط كيب تاون في الجنوب بجسر بيت على نهر ليمبوبو بين جنوب إفريقيا وزيمبابوي . هناك العديد من الطرق البديلة في جنوب إفريقيا، بما في ذلك طريق عبر مافكينج وغابورون كجزء من شبكة الطرق السريعة عبر أفريقيا (طريق القاهرة - كيب تاون السريع).
في زيمبابوي، يستمر الطريق كطريقين هما A6 و A8 اللتان تربطان حدود جنوب إفريقيا بالحدود الزامبية في شلالات فيكتوريا على نهر زامبيزي عبر بولاوايو . لا يزال الطريق T1 من زامبيا إلى لوساكا . وهناك طريق بديل هو ممر طريق تشيروندو-بيتبريدج الإقليمي والذي يتكون من الطريق A6 إلى هراري والطريق A1 إلى شيرنودو على الحدود المشتركة لنهر زامبيزي بعد ذلك حيث يستمر كطريق T2 في زامبيا إلى لوساكا.
من لوساكا يواصل طريق الشمال العظيم في زامبيا الطريق إلى تنزانيا كطريق T2 .
يوجد في تنزانيا عدد من الطرق التي يمكن اعتبارها جزءًا من الطريق ولا تنطبق هنا التعاريف والعلامات الواضحة المميزة لطريق عموم إفريقيا. سيعتبر معظمهم أنه الطريق من تندوما على الحدود بين تنزانيا وزامبيا ومروراً بموروغورو إلى منعطف أروشا ومن الشمال إلى أروشا ثم إلى نيروبي في كينيا. كان هناك علامة في ثلاثينيات القرن الماضي في أروشا في تنزانيا للإشارة إلى منتصف الطريق.
يوجد في كينيا طريق سريع مشدود إلى حدودها مع السودان، لكن الطرق في جنوب السودان سيئة للغاية وغالبًا ما تكون غير سالكة، لذا حتى من دون النزاعات التي عصفت بالسودان، يفضل الطريق عبر إثيوبيا عمومًا المسافرين عبر البر. كان الطريق من إيسولو في كينيا إلى مويالي على الحدود الإثيوبية عبر الصحراء الكينية الشمالية خطيرًا في بعض الأحيان بسبب قطاع الطرق.
عبر إثيوبيا يتم تشويه الطريق بشكل أساسي ولكن قد تكون بعض الأقسام قد تدهورت بشدة. ويوجد مسار من بحيرة تانا إلى القضارف وصولاُ إلى السودان.
الجزء الأكثر صعوبة في رحلة القاهرة إلى كيب تاون بأكملها هو عبر الصحراء النوبية في شمال السودان بين عطبرة ووادي حلفا ولكن هناك أيضًا خط سكة حديد يجتاز هذا الطريق والذي يمكن أن يستقل المركبات بأسلوب بسيط. تواصل الطرق السريعة إلى القاهرة. التزمت شركة مصرية وسودانية في يناير 2010 ببناء 400 كيلومتر (250 ميل) من امتداد الطريق السريع بين أسوان ودنقلا في السودان. اكتمل امتداد الطريق السريع بين دنقلا ووادي حلفا اعتبارًا من يونيو 2010 ، وتم افتتاح ميناء بري بين السودان ومصر في عام 2015. في وادي حلفا على بحيرة ناصر يوجد ميناء بري بين السودان ومصر.

## طريق القاهرة - كيب تاون السريع
يتبع طريق القاهرة - كيب تاون السريع جزءًا كبيرًا من طريق القاهرة إلى كيب تاون لكن لديه بعض الاختلافات.
أولاً : يمر طريق القاهرة - كيب تاون السريع عبر أديس أبابا ، إثيوبيا بينما يمر طريق القاهرة - كيب تاون مباشرة عبر جنوب السودان من كينيا. ثانياً يمر طريق القاهرة - كيب تاون السريع عبر ليفينجستون وبولاوايو وفرانسيستاون وغابورون وليس عبر هراري وجوهانسبرغ .
يبلغ طول هذا المسار الجديد 10،228كم. نظرًا لأن جنوب السودان له طريق معبد على حدوده مع كينيا فإن الطريق عبر جنوب السودان عبر الخرطوم وجنوب السودان قد يوفر بديلًا أقصر للطريق الإثيوبي. حدث الإحياء الحديث للخطة في الثمانينيات. لم يتم تضمين جنوب أفريقيا في الأصل في المسار الذي تم التخطيط له لأول مرة في عهد الفصل العنصري ، ولكن من المعترف به الآن أنها ستستمر في ذلك البلد. اقترح تقرير المستشارين أن بريتوريا هي النهاية، والتي تبدو تعسفية إلى حد ما وكميناء رئيسي في كيب تاون تعتبر الطرف الجنوبي للطرق السريعة الإقليمية في بلدان مجموعة التنمية لأفريقيا الجنوبية . يمكن الإشارة إلى الطريق السريع في المستندات باسم طريق القاهرة - غابورون السريع أو طريق القاهرة بريتوريا السريع .
يمكن الآن الوصول إلى الطريق السريع الممتد بين دنقلا ووادي حلفا في شمال السودان والحدود المصرية السودانية برا عبر ميناء قسطل أشكيت البرى.
الجزء الإثيوبي هو طريق مدرج على الرغم من أن معظم القسم الإثيوبي يمر عبر التضاريس الجبلية وقد تكون أجزاء من الطريق خطرة نتيجة لذلك.
في شمال كينيا كان القسم خطيرًا بسبب أنشطة اللصوص المسلحين. تم تسمية الطريق «طريق الجحيم» من قبل المسافرين عبر البر.
تم رصف جزء الطريق عبر باباتى و دودوما في وسط تنزانيا بالكامل ويمكن المرور به على مدار العام وقد يُعتبر أيضًا الطريق الشرقي المعبّد المؤدي إلى إيرينغا عبر موشي وكوروغوي وشالينز و موروغورو أفضل جزء من الطريق السريع. بين شالينز في تنزانيا و كابيري مبوشي في زامبيا عبر إيرينغا وتوندوما ومبيكا، يستخدم الطريق طريقا إقليميا هاما هو طريق تانزام السريع وتسمى أيضا بالقسم الشمالي من طريق الشمال العظيم في زامبيا. يتميز هذا الطريق السريع بأنه الرابط الوحيد بين أي من المناطق الرئيسية الخمس في إفريقيا المعبدة والتي تربط شرق إفريقيا بجنوب إفريقيا . هذا هو الطريق الأكثر استخدامًا بين هذه الطرق الإقليمية في القارة.
من كابيري مبوشي الطريق مرصوف بالكامل ومعظمه في حالة جيدة ويستمر جنوبًا مثل طريق T2 (ما زال يسمى طريق الشمال العظيم ) ، عبر كابوي ولوساكا إلى جسر نهر كافوي حيث يصبح طريق لوساكا ليفينغستون الجنوبي الغربي من خلال مازابوكا و Choma إلى ليفينغستون وشلالات فيكتوريا حيث يعبر الطريق نهر زامبيزي ويدخل زيمبابوي.
يُعتبر جزء الطريق عبر زيمبابوي مرصوفًا ويتجه أولاً جنوبًا شرقًا من شلالات فيكتوريا إلى بولاوايو ، ثم ينتقل إلى الجنوب الغربي ويعبر الحدود مع بوتسوانا إلى مدينة فرانسيستاون . ثم يقطع الطريق من خلال بوتسوانا، والذهاب من الحدود مع زيمبابوي، طريق واحد من خلال فرانسيس وبالاباى وغابورون ولوباتس من الحدود مع جنوب أفريقيا.
في جنوب إفريقيا الطريق مرصوف بالكامل حيث أصبح الطريق بأكمله عبر البلاد جزءًا من الطرق الوطنية في جنوب إفريقيا (نظام الطرق السريعة). بعد دخول جنوب أفريقيا، يمر طريق القاهرة كيب تاون السريع عبر مافكينج ، ارينتون، كيمبرلي و بوفورت الغربية أن تنتهي في كيب تاون .